# Долженков, Владимир Степанович
Владимир Степанович Долженков (Пустой шаблон {{ВД-Преамбула}} ) — советский хоккеист, нападающий.

## Биография
Воспитанник СК ЧТЗ / «Дзержинца» Челябинск. Играл за «Авангард» / «Трактор» Челябинск (1956/57 — 1958/59, 1962/63), «Урожай» Челябинск (1957/58), военную часть г. Чебаркуль / СКА (1959/60 — 1961/62), «Труд» («Стройдеталь») Курган (1962/63), «Металлург» Челябинск) (1962/63 — 1969/70).
В классе «А» провёл 4 сезона (1956/57 — 1958/59, 1962/63).
Скончался 21 января 2009 года.